# Gegen die Ohnmacht. Meine Großmutter, die Politik und ich
Gegen die Ohnmacht. Meine Großmutter, die Politik und ich ist ein von der deutschen Klimaschutzaktivistin Luisa Neubauer und ihrer Großmutter Dagmar Reemtsma verfasstes Sachbuch aus dem Jahr 2022. Darin erzählen die beiden von ihnen miteinander geführte Gespräche über verschiedene Themen nach.
Die Idee zum Buch kam den Autorinnen während ihren Unterhaltungen. Weil sie nach eigener Aussage bei sich selbst eine Art von Ohnmacht aufgrund der Todesumstände ihrer jeweiligen Väter feststellten, beschlossen sie, ihre Gefühle darüber in einem Buch zu verarbeiten. Neubauer und Reemtsma wollten daneben mit ihrem Werk die Klimakrise aus einem persönlichen Blickwinkel analysieren, gesellschaftliche Ohnmachtsgefühle ergründen sowie den Generationenkonflikt in Bezug auf die Bekämpfung des Klimawandels widerlegen.
Gegen die Ohnmacht erschien erstmals am 19. Oktober 2022 beim Tropen Verlag. Es erreichte Platz 11 in der Spiegel-Bestsellerliste für Sachbücher und erhielt von der Literaturkritik gemischte Bewertungen. Rezensenten äußerten sich größtenteils positiv über den Schreibstil der Verfasserinnen, kritisierten jedoch die Strukturierung des Buches, vor allem die hohe Menge an behandelten Themen, die Verknüpfungen sowie ihrer Ansicht nach zu simplen Argumentationsschlüsse.

## Gliederung und Inhalt
In Gegen die Ohnmacht erzählt die Klimaschutzaktivistin Luisa Neubauer Gespräche nach, die sie mit ihrer Großmutter, der Friedens-, Gerechtigkeits- sowie Umweltaktivistin Dagmar Reemtsma, führte. In diesen geht es einerseits um private Aspekte der Autorinnen, beispielsweise Reemtsmas Kindheit während des Zweiten Weltkriegs und Aktivismus in späteren Jahren sowie den Tod von Neubauers Vater und ihr Engagement bei Fridays for Future (FFF). In Einschnitten erörtert Neubauer andererseits verschiedene, mit dem Inhalt der jeweiligen Kapitel zusammenhängende Themen, unter anderem die Bedeutung fossiler Energien in der internationalen Politik. Daneben analysiert sie gesellschaftliche Ohnmachtsgefühle, verursacht beispielsweise durch die Klimakrise, die COVID-19-Pandemie oder den Russischen Überfall auf die Ukraine 2022, und erklärt, wie diese ihrer Ansicht nach überwunden werden können.

### Jeden Freitag
Neubauer baute in ihrer Kindheit mit ihrer Großmutter zusammen Gegenstände aus Holz, unter anderem Geburtstags- und Weihnachtsgeschenke, Spielsachen und Vogelhäuschen. Ab ihrer Jugend wichen die Werkarbeiten stattdessen Diskussionen über verschiedene Thematiken, oft mit Bezug zu Klimaschutz oder sozialen Strukturen. Anschließend beschreibt sie den Aktivismus ihrer Großmutter. Sie nennt als Beispiel deren Versuche, eine Nachbarin davon zu überzeugen, ihren Gärtner bei der Arbeit keinen Laubbläser mehr benutzen zu lassen. Weil ein klärendes Gespräch nicht erfolgreich ist, schreibt Reemtsma der Nachbarin einen kritischen Brief. Neubauer nimmt dies als Anlass, über Politik zu reflektieren. Eigentlich sei es die Aufgabe von Mandatsträgern, sich mit Umweltthemen zu beschäftigen, beispielsweise einer Einschränkung der Nutzung umweltschädigender Geräte. Weil sie diese Verantwortung nicht übernehmen wollten und viele Personen, die dies tun würden, nicht die notwendige Macht besäßen, führe das oft zu einer Ohnmacht, die wiederum Gleichgültigkeit und somit Passivität auslöse. Um dieses Gefühl der Hilflosigkeit zu überwinden, habe sich Neubauer mit anderen zusammengeschlossen und den deutschen Ableger von FFF aufgebaut. Auch Reemtsma lasse Inaktivität nicht gelten, sondern setze sich unermüdlich aktivistisch ein.

### Aufwachsen
Reemtsma wurde 1933 in Ragnit geboren und verbrachte nach eigenen Angaben in Tilsit mit ihren vier Geschwistern eine glückliche Kindheit. Neubauer wurde 1996 in Hamburg in eine Patchwork-Familie mit drei älteren Geschwistern geboren. Ihre Eltern betrieben ein Alten- und Pflegeheim, in dem sie gelegentlich aushalf. Damals habe eine Aufbruchstimmung geherrscht, unter anderem aufgrund der Annäherung zwischen Ost und West, der weltweiten Verringerung von extremer Armut und extremem Hunger sowie verbessertem Klimaschutz in Deutschland. In ihrer rückblickend betrachteten privilegierten Kindheit seien die Versprechen einer „besseren Welt“, in der Kinder keine Angst vor der Zukunft haben müssen, scheinbar Wirklichkeit geworden. Die Politik spielte in ihrem frühen Leben unterschiedliche Rollen. In Reemtsmas Kindheit sei sie derart „gewaltig und gewaltsam“ gewesen, dass sie verschwiegen wurde. Sie habe die Politik erstmals bewusst wahrgenommen, als ihr Vater entsetzt auf die Novemberpogrome 1938 reagierte. In Neubauers Familie sei die Politik durch Bundestagswahlpartys zwar präsent gewesen, jedoch habe sich niemand wirklich dafür interessiert. Auch von der Klimakrise erfuhr sie erst als Jugendliche. Ihr und ihrer Großmutter seien in ihrer jeweiligen Jugend die Wirklichkeit vorenthalten worden, was eine schmerzhafte, aber notwendige Erkenntnis sei.

### Erinnern
Reemtsmas Vater stand dem NS-Regime, vor allem dem ostpreußischen Gauleiter Erich Koch, kritisch gegenüber und schickte seine Familie 1944 nach Lüneburg, obwohl eine Flucht nach Westen verboten war. Kurz darauf wurde er denunziert, im Oktober von der Gestapo verhaftet und im KZ Stutthof interniert, wo er im Dezember starb. Nach Kriegsende zog die Familie nach Wedel zu einem relativ wohlhabenden Patenonkel, der zum Stiefvater der Kinder wurde. Reemtsma konnte dadurch das Mädchengymnasium in Blankenese besuchen und lernte in Wedel ihren späteren Ehemann kennen. Viele Jahre darauf sei sie „ohnmächtig“ geworden, da sie sich gefragt habe, was sie ihrem toten Vater schulde. Daraus sei die Lebensaufgabe entstanden, ihn aus der Vergessenheit holen zu müssen, unter anderem mit der Aufklärung ihrer Enkel über das Dritte Reich sowie einem Besuch der gesamten Familie im ehemaligen KZ Stutthof an Reemtsmas 80. Geburtstag. Neubauer habe sich zunächst von der Geschichte ihres Urgroßvaters nicht angesprochen gefühlt, da sie das Dritte Reich als „Problem von Menschen des 20. Jahrhunderts“ betrachtet habe. Sie sei davon ausgegangen, dass ihre Generation sich lediglich informieren müsse. Die Erinnerungskultur sei für sie eine „verschlossene Schublade“ gewesen, was sich erst mit dem Besuch im KZ geändert habe.

### Ostfronten
Krieg sei Neubauer persönlich immer „weit weg“ erschienen, weswegen sie zunächst keine Worte als Reaktion auf den russischen Überfall auf die Ukraine gefunden habe. Obwohl die Ukraine von Deutschland geografisch weit entfernt sei, wirke der Krieg aufgrund der „globalisierten Dauerkommunikation“ näher als vergangene Konflikte. Als Neubauer ihre Großmutter über ihre Meinung zu Waffenlieferungen befragte, antwortete diese, dass Deutschland seit Jahrzehnten zu viele Waffen ins Ausland liefere, unter anderem auch an Aggressoren. Aus diesem Grund sei es allerdings nicht vertretbar, einem Land wie der Ukraine, das sich verteidigen müsse, diese nun auf einmal zu verweigern. Neubauer betrachtet anschließend den Einfluss fossiler Energien auf das Weltgeschehen. Wegen ihrer Förderung und Verarbeitung per zentralisierter, aufwendiger Infrastruktur entstünde durch sie eine „unvergleichliche Macht“, die in Autokratien oder Diktaturen beim Staat liege. Weil Autokraten deshalb Ressourcen kontrollierten, schufen sie so Abhängigkeiten. Fossile Energien seien daher eine „antidemokratische Gewalt“, die erpressbar mache, erneuerbare Energien hingegen demokratisch. Letztere stünden für eine kollektive Macht von Gemeinschaften, die zusammen Strom produzieren wollen. Energiewenden seien also nicht nur Klima-, sondern auch „Demokratieschutzmaßnahmen“.

### Rauchen
Im Alter von 19 Jahren lernte Dagmar Feiko kennen, den Sohn von Alwin Reemtsma, einer der Besitzer der Reemtsma Cigarettenfabriken. Das Unternehmen kooperierte im Dritten Reich mit der Staatsführung, unter anderem durch den Verkauf von Propaganda-Sammelalben sowie der Zahlung hoher Geldsummen an Hermann Göring. Alwin, ein hochrangiges SS-Mitglied, wurde nach dem Krieg zu drei Jahren Haft und Reparationszahlungen verurteilt. Laut Dagmar behandelte er sie gut und beschenkte sie reich. Obwohl sie ihren Schwiegereltern vom Tod ihres Vaters erzählte, erfuhr sie selbst nichts von den vergangenen Geschäften, weil das Dritte Reich damals kein Gesprächsthema gewesen sei. Erst 1995 hörte Reemtsma während eines Vortrags von Karl Heinz Roth davon. Als sie von der Zusammenarbeit ihrer Familie mit Erich Koch erfuhr, wandte sie sich von ihr ab. Neubauer sieht nicht nur bei ihrer Großmutter, sondern auch bei sich selbst eine Form von vergangener Verdrängung, da sie früher keine Fragen über ihre Familiengeschichte gestellt und Reemtsmas Kriegserzählungen nicht wirklich zugehört habe. Weder sie noch ihre Großmutter könnten sich aussuchen, ob sie sich mit dem Zweiten Weltkrieg beschäftigen wollten. Die Auseinandersetzung der jungen deutschen Generation mit der Vergangenheit sei keine Option, sondern eine Notwendigkeit.

### Empören
Laut Neubauer besitzt Verschwendung, vor allem von Lebensmitteln, mittlerweile eine unter anderem von Supermärkten und der Politik „einkalkulierte Selbstverständlichkeit“, die zur Normalität geworden sei. Sie rege sich daher nicht jedes Mal darüber auf, ihre Großmutter hingegen empöre sich diesbezüglich oft energisch. Die Wut über die Wegwerfgesellschaft und generell unnötige Verschwendung sei in ihrer Generation aufgrund der Erfahrungen mit Nachkriegs-Mängeln weit verbreitet. Anschließend reflektiert Neubauer über die Ursprünge der Klimakrise. In der Nachkriegszeit sei das Auto ein Symbol des Aufbruchs gewesen, weswegen die Fahrtkosten von der Politik bis in die Gegenwart günstig gehalten und die Kohlekraft als für die Fahrzeugproduktion benötigte, billige Energiequelle zum „Gemeinwohl“ erklärt würden. Dies hatte Folgen für die Umwelt, unter anderem aufgrund des Baus von Schneisen und Autobahnen sowie der Zerstörung von knapp 300 Ortschaften für die Kohleförderung. Auch Menschen seien belastet worden, neben auf Kohlevorkommen wohnenden Personen, die deswegen enteignet wurden, die Todesopfer der Sturmflut 1962, die durch Umweltgefahren begünstigt worden sei. Die vermehrte Umweltbelastung sei ignoriert worden, bis zunächst Reemtsmas, dann Neubauers und schließlich auch die Boomer-Generation vermehrt dagegen protestierten.

### Fossilität
Neubauer erklärt, dass die Klimakrise bereits Ende der 1980er hinreichend erforscht und in der Politik präsent gewesen, aber nicht wirklich angegangen worden sei. Eine Hauptursache dafür sei das Marketing der fossilen Industrie, dessentwegen es statt einer Emissionsreduzierung zu einer „neuen Phase der Fossilität“ gekommen sei. Während vor allem Personen mit hohem Einkommen viele Emissionen ausstießen, bekämen Arme die Schäden der Klimakrise zuerst ab. Dagegen brauche es Aufklärungsarbeit, die Reemtsma betreibe, unter anderem durch das Verfassen kritischer Briefe, etwa an Redakteure, die Autos mit hohen Emissionen bewerben. Die Wohlstandsvorstellungen der Reichsten in den reichsten Ländern könnten nicht nachhaltig befriedigt werden, da diese Lebensweise soziale Missstände schaffe und Klima sowie Umwelt belaste. Es sei schwer, dagegen anzukämpfen, weil die Medien und Hollywood fossile Industrien immer stärker bewarben, die Politik das duldete oder unterstützte und die Bevölkerung kaum auf die vielfachen Warnungen von Klimaforschern reagierte. Die Fossilität sei daneben die „Übermacht“ fossiler Energien, die im Gegensatz zu erneuerbaren Energien bereitwillig subventioniert und finanziert würden sowie viel weniger Kritik ausgesetzt seien. Die Fossilität sei nicht natürlich, sondern eine „selbst geschaffene Kultur“, die dringend geändert werden müsse.

### Verlieren
Neubauers Vater starb im April 2016 im Alter von 60 Jahren. Bei seiner Beerdigung bekam sie den Satz „Krebs ist ein Arschloch“ zu hören, der zwar nicht gegen die Ohnmacht, aber die „diffuse“ Wut helfe. Neubauer habe die durch Tabakkonsum verursachte Lungenkrebserkrankung ihres Vaters als „Schicksal und außergewöhnlich“ betrachtet, um ihr eigenes Leid zu akzeptieren sowie ihre Trauer erträglich zu machen. Sie habe sich zudem vor der Kränkung davor bewahren wollen, dass ihr „besonderer“ Vater und somit ihre besondere Beziehung an etwas Banalem gestorben seien. Die Tabakindustrie habe in den 1950ern Zweifel an den gesundheitlichen Folgen des Rauchens gesät und ihre Produkte ungestört als „Symbol für Freiheit“ bewerben können, was den fossilen Industrien später als Inspiration gedient habe. Die potentiellen Risiken einschließlich der Krebserkrankungen seien einkalkuliert und würden durch die „Wohlfühlerzählung der Zigarette als Belohnung und echtes Genussmittel“ ausgeblendet. Neubauer habe erst, als ihre Kommilitonen von ihrem Verlust erfuhren und ihre eigenen Trauererfahrungen mit ihr teilten, begriffen, dass sie mit ihren Gefühlen nicht alleine war. Sie könne sich nun wehren und trauere nicht mehr sprachlos. Zugleich sei ihr klar geworden, dass auch gegen den ökologischen Verlust gemeinsam mit anderen kraftvoll gekämpft werden könne.

### Verbrauchen
Reemtsma beschwerte sich in der Vergangenheit in der Gegenwart ihrer Enkelin im Supermarkt über Schokoladenweihnachtsmänner, deren Herstellung, Lieferketten sowie Verpackung nicht nachhaltig seien. Neubauer habe die „direkte Intervention“ als Aktivismus lange nicht verstanden, da sie reines Engagement, also etwa Gespräche oder Informationsveranstaltungen, für ausreichend hielt. Auch Reemtsmas Kritik an niedrigen Preisen von Kleidung habe sie nicht nachvollziehen können, weil sie als Jugendliche billige Kleidung als normal betrachtet und Abwehrmechanismen entwickelt habe, um ihren eigenen Konsum nicht zu hinterfragen. Trotz täglich wachsender Umweltzerstörung seien Konsumangebote, beispielsweise für den Auto-, Flug- und Kreuzfahrtverkehr, immer unregulierter. Weil Politiker keine ausreichenden Klimaschutzregelungen umsetzten, leiteten sie die Verantwortung an die Bürger weiter, die sich deswegen stritten. Es brauche Regulierungen und Verbote, um einen ökologisch und sozial vertretbaren Konsum zu schaffen. Zudem müssten die Preise von im Ausland hergestellten Produkten erhöht werden, um die Qualität zu erhöhen und faire Arbeitsbedingungen bei der Herstellung zu gewährleisten. Die Preissteigerungen könnten durch die Erhöhung sozialer Standards, beispielsweise der Einführung von Mindestlöhnen, ausgeglichen werden.

### Privilegien
Die Möglichkeit, sich Vollzeit zu engagieren, ist laut Neubauer für sie und Reemtsma gleichermaßen ein „riesiges Privileg“ und eine Folge existierender sozialer Ungerechtigkeiten. Zeit für und Zugang zu Engagement solle in einer Demokratie eigentlich eine Selbstverständlichkeit sein. Privilegien besäßen eine Machtdimension, da man durch sie Zugänge zu Räumen oder Menschen erhalte, die anderen verwehrt blieben. Deswegen besäßen Privilegierte die Verantwortung, sich über ihren „unverdienten Bonus“ zu informieren und sich einzumischen, was in einer globalisierten Welt auch eine globale Aufgabe sei. Die Natur, Arbeitskräfte, Rohstoffe sowie Energien des globalen Südens würden ausgebeutet, zumal Großkonzerne keine existenzsichernden Löhne an ihre aus diesen Ländern stammenden Beschäftigten zahlten, die daneben oft minderjährig seien. Die Klimakrise treibe diese globale Ungleichheit auf die Spitze, da sie die ärmsten Menschen am meisten treffe, unter anderem aufgrund der gesundheitlichen und sozialen Auswirkungen von Umweltkatastrophen. Das gelte auch für Arme in wohlhabenden Ländern wie Deutschland. Privilegierte dürften ihre Privilegien nicht ausnutzen, sondern müssten sie wie Reemtsma aktivistisch einsetzen. Da sie statistisch am stärksten zur Klimakrise beitrugen und gleichzeitig die Kapazitäten besäßen, daran etwas zu ändern, sollten sie an die Politik für die Einführung von Regulierungen zugunsten des Klimas appellieren. So zu leben, als stünden weitere Planeten zur Verfügung, sei kein Privileg, sondern eine „ökologische Rücksichtslosigkeit“.

### Regenerieren
Reemtsma verbrachte in ihrer Kindheit viel Zeit in der Natur, wobei Umwelt- und Naturschutzthemen laut Neubauer in ihrer ersten Lebenshälfte im öffentlichen Diskurs in Westdeutschland im Gegensatz zum Klima weit verbreitet waren. Letzteres sei vielen zu abstrakt und weit weg gewesen, im Gegensatz zur Umwelt, die im Laufe des 20. Jahrhunderts durch Krisen wie Tschernobyl oder das Ozonloch globalisiert worden sei. Heute überlagere die Klimakrise den Diskurs, weswegen die kritische Lage der Natur, Umwelt und Artenbestände kaum beachtet werde. Die Arten seien für die Menschheit überlebensnotwendig, die sich gerade im sechsten Massenartensterben befände. Die Klimakrise treibe es an, allerdings seien auch menschliche Faktoren wie die industrielle Landwirtschaft mitverantwortlich. Eine gesunde, widerstandsfähige Natur sei die beste Chance, um die schlimmsten Klimakatastrophen zu verhindern, beispielsweise durch ihre Speicherung von Treibhausgasen. Die Einsparung oder Ausgleichung von CO2 reiche nicht aus, da die Klimakrise auch eine Ressourcenfrage sei, die die Artenvielfalt, Natur sowie Rechte indigener Völker bedrohe. Die Umwelt dürfe nicht mehr ausgebeutet werden, sondern müsse als „Mitwelt“ gelten, um sichere Lebensräume und Lebensgrundlagen zu erhalten. Daneben solle die Klimakrise nicht nur global, sondern auch lokal betrachtet werden. Ein Kontakt mit der örtlichen Natur erde und zeige den immer bestehenden Sinn von Klimaaktivismus auf. Zudem bringe der Einsatz für die lokale Natur Energie sowie Hoffnung für die Zukunft und mache so die Gegenwart lebenswert.

### Gegen die Ohnmacht
Neubauer erzählt davon, wie Reemtsma und ihre Umweltgruppe in den 1990ern gegen den Bau des Airbus A380 in Hamburg protestierten. Während der Bauarbeiten für die Werkshallen und Teststrecken sollte das unter Naturschutz stehende Mühlenberger Loch, eines der größten Süßwasserwatte Europas, teilweise zugeschüttet werden. Das Projekt war wegen der befürchteten Umweltschäden und der Tatsache, dass nur die Endmontage in Hamburg stattfinden sollte, in der Stadtbevölkerung umstritten. Trotz zahlreicher Klagen setzte sich die Hamburger Regierung durch, wobei die Fertigung letztlich ein hoher finanzieller Verlust für Airbus und die Stadt war. Laut Neubauer war der Grund für die Weigerung der Stadtregierung, wirtschaftliche Entwicklung nachhaltig, gerecht und ökologisch zu gestalten, erneut die Fossilität. Durch das Projekt, das die Klimakrise zusätzlich beschleunigte, seien von der Klimakrise ohnehin besonders gefährdete Gebiete wie die Elbinseln sowie die lokalen Ökosysteme weiter bedroht worden. Obgleich der Widerstand dagegen nicht erfolgreich war, sei er „kein Scheitern, sondern eine Ermächtigung“. Die Ohnmacht habe „freie Bahn“, wenn unter anderem über die Medien nur die Geschichte der Vergeblichkeit des Aktivismus erzählt werde. Der Teil, über den man selbst berichten müsse, erzähle von angeeignetem Wissen, aufgebauten Netzwerken und gewachsenen Energien. Geschichten gegen die Ohnmacht seien nicht zwangsläufig Geschichten des Gewinnens, sondern handelten von den Momenten der Verzweiflung, die zur Entscheidung zum Handeln führten.

## Entstehung
Die Idee zum Buch kam Neubauer und Reemtsma während ihren gemeinsamen Gesprächen. Sie hätten festgestellt, dass sie trotz ihrer unterschiedlichen Jugend beide aufgrund der jeweiligen Todesumstände ihrer Väter „ohnmächtig“ gewesen seien. Sie entschlossen sich, diese Erfahrung literarisch zu verarbeiten und Personen in ähnlichen Lagen zu unterstützen. Reemtsma hatte zudem den Wunsch, dem Schicksal ihres Vaters gerecht zu werden, während Neubauers Schilderungen über ihren Verlust anderen Trauernden helfen sollten. Daneben wollten die Autorinnen den Klimawandel als eine Art Gegenentwurf zum öffentlichen Klimadiskurs aus einem „biografischen und persönlichen Winkel“ betrachten.
In Interviews anlässlich der Veröffentlichung erklärte Neubauer, dass das Buch auch „gesellschaftliche Ohnmachtsgefühle“ bekämpfen solle. Deswegen sei es das Ziel der beiden Autorinnen gewesen, die Ursprünge von individueller Ohnmacht zu analysieren sowie die Emotion zu definieren. Die Leser müssten ihre eigene Ohnmacht als solche identifizieren. So könnten sie erkennen, dass Ohnmacht keine „schlechte Laune“ sei, sondern aus einer Machtasymmetrie heraus entstehe, beispielsweise Untätigkeit der Politik nach einer Dürre. Dagegen helfe nicht „Abschottung und Wirklichkeitsleugnung“, sondern nur Ermächtigung. Beispiele für letztere seien unter anderem Gespräche mit anderen Personen oder Aktivismus in Gruppen. Das Aktivwerden im Kollektiv sei ein effektives Mittel gegen Ohnmacht und mangelnde Hoffnung.
Daneben wollte Neubauer mit dem Buch ihre Ansicht veranschaulichen, wonach es im Bezug auf Klimaaktivismus keinen Generationenkonflikt gebe. Ihre Großmutter setze sich trotz ihres hohen Alters für eine nach ihrem Tod lebenswerte Welt sowie ein Jahrhundert, das „nicht mehr ihres“ sei, ein. Schuldzuweisungen hinsichtlich vergangener Inaktivität älterer Generationen seien nicht sinnvoll. Stattdessen wolle sie mit dem Buch aufzeigen, dass es in keiner Lebensphase zu spät sei, sich mit harter Arbeit für etwas zu engagieren. Zudem würde sowohl jungen als auch alten Personen oft aufgrund ihres Alters die Kompetenz abgesprochen, da beiden vorgeworfen werde, sich mit der heutigen Welt nicht auszukennen. Daneben sei die junge Generation auf die Leistungen und das angesammelte Wissen der alten Generation angewiesen. Letztere benötige wiederum die verantwortungsvolle, konstruktive Zusammenarbeit mit den Jungen.

## Veröffentlichung
Gegen die Ohnmacht wurde vom Tropen Verlag am 19. Oktober 2022 in den Handel gebracht. Am selben Tag präsentierte Neubauer es bei einer Lesung im Berliner Pfefferbergtheater erstmals der Öffentlichkeit. Daneben erschien an diesem Datum auch die von ihr eingesprochene und vom zu Roof Music gehörenden Label tacheles! verlegte Hörbuchfassung.
Von Herbst 2022 bis Frühjahr 2023 ging Neubauer mit Gegen die Ohnmacht im deutschsprachigen Raum auf Lesereise. Sie las daraus unter anderem auf dem Appletree Garden Festival in Diepholz, der Frankfurter Buchmesse, in der Schauburg in Dresden, im Deutschen Theater Göttingen, Werk 2 in Leipzig, Kulturzentrum Schlachthof von Wiesbaden, Kaufleuten in Zürich und im Wiener WUK.

## Rezeption
Im Literatur-Podcast Diwan – Das Büchermagazin des Bayerischen Rundfunks bezeichnete Katja Engelhardt Gegen die Ohnmacht als „freundliche Einladung, zur gemeinsamen Sache“ zu kommen. Die Möglichkeit, mit Neubauer und Reemtsma zwei interessante Persönlichkeiten kennen zu lernen, halte die Leser „bei der Stange“. Allerdings drohe das Buch aufgrund der vielen behandelten unterschiedlichen Themen immer wieder zu „zerfallen“. Zudem werde aufgrund der häufigen Zitierungen von Reemtsma deutlich, dass Neubauer die Haupterzählerin sei und daher die „Deutungshoheit“ habe. Gegen die Ohnmacht lasse keine Gegenargumente zu, auch würden nicht alle Gedanken zu Ende geführt. Dennoch sei ein Kapitel über die Zusammenhänge zwischen dem Tod von Neubauers Vater, Reemtsmas Werdegang, der familieneigenen Zigarettenmarke, dem Dritten Reich und der Fossilindustrie berührend. Daneben sei es die praktische Umsetzung der Kernthese des Buchs, isolierte Erfahrungen zu kollektiven Erfahrungen zu machen, um gesellschaftliche Strukturen zu erkennen sowie gemeinsam tätig zu werden, statt „alleine ohnmächtig“ zu sein.
Für Susanne Preuss von der FAZ ist Neubauers Schreibstil zwar „flott“, ihre Erzählungen „plätscherten“ aber dennoch dahin, kämen als Provokation viel zu leicht daher und seien nicht wirklich überraschend. Neubauers Schilderungen über Reemtsmas vergangenen Aktivismus, beispielsweise ein kritischer Leserbrief an die Auto Bild oder eine Rede auf einer Adidas-Veranstaltung über die niedrigen Löhne der Näherinnen, ließen sie wie eine „rechthaberische, eitle Wutbürgerin“ wirken. Obgleich Neubauer gelegentlich die Sinnhaftigkeit der Methoden ihrer Großmutter in Frage stelle, bleibe sie dabei zaghaft und ziehe Verteidigungslinien, unter anderem mit Theorien zur passenden Haltung im Kampf gegen die Ohnmacht. So entstehe der Eindruck, dass sie das Buch vor allem für sich selbst geschrieben habe, um ihren eigenen Gefühlen der Ohnmacht sowie ihrer Zukunftsangst zu entgehen.
Pauline Voss schrieb in der Neuen Zürcher Zeitung, dass die Autorinnen viele Zusammenhänge zu verschiedensten Thematiken knüpften, beispielsweise zwischen den Artikeln von Waffen und patriarchalischen Strukturen sowie zwischen fossilen Energien und antidemokratischen Tendenzen. Ihre These, wonach „alles mit allem“ zusammenhänge, sei zwar korrekt, besitze jedoch einen „geringen erkenntnistheoretischen Wert“. Der Text entwickle durch die Zusammenhänge einen „Hang zum Weltformelhaften“. Die historischen Vergleiche der Verfasserinnen wirkten oft unpassend, vor allem die angeblich ähnlichen Verdrängungsmechanismen der NS-Zeit und der „Klima-Gegenwart“ seien „weltpolitische Kurzschlüsse“. Zudem vermieden Neubauer und Reemtsma sowohl Ambiguität als auch „intellektuelle Risikobereitschaft“. Der potentiell interessante intergenerationelle Dialog werde so zur „klischeebeladenen Selbstbeweihräucherung“. Nichtsdestotrotz sei Neubauers Erzählstimme souverän. Ihre Schriftsprache wirke eloquenter als im Fernsehen und sei zudem von „prätentiösen Anglizismen“ beziehungsweise Jugendsprache weitgehend bereinigt.